# Tiêu chuẩn quốc gia (Việt Nam)
TCVN là viết tắt của cụm từ Tiêu chuẩn Việt Nam, dùng làm ký hiệu tiền tố cho các bộ tiêu chuẩn quốc gia của Việt Nam.
Các TCVN do Viện Tiêu chuẩn Chất lượng Việt Nam (thuộc Tổng cục Tiêu chuẩn Đo lường chất lượng) và các bộ, ngành tổ chức xây dựng, Bộ Khoa học và Công nghệ công bố.
Hiện nay đã có hàng nghìn TCVN bao gồm tiêu chuẩn cơ bản, tiêu chuẩn thuật ngữ, tiêu chuẩn yêu cầu kỹ thuật, tiêu chuẩn phương pháp thử và lấy mẫu, tiêu chuẩn ghi nhãn, bao gói, vận chuyển và bảo quản; thuộc các lĩnh vực như cơ khí, luyện kim, giao thông vận tải, xây dựng, hóa chất, dầu khí, khoáng sản, nông nghiệp, thực phẩm, hàng tiêu dùng, môi trường, an toàn, điện, điện tử, công nghệ thông tin...
Các tiêu chuẩn có ảnh hưởng khá rộng rãi là: TCVN 5712 định nghĩa chuẩn cho bộ mã ABC với cách nhập liệu Telex; TCVN 6909 định nghĩa chuẩn mã hóa tiếng Việt như là một tập con của bộ mã Unicode 3.1; TCVN ISO 9001 (tương đương với ISO 9001) về các yêu cầu đối với hệ thống quản lý chất lượng.

## Các thuật ngữ
1. Tiêu chuẩn hoá: hoạt động thiết lập các điều khoản để sử dụng chung và lặp đi lặp lại đối với những vấn đề thực tế hoặc tiềm ẩn, nhằm đạt được mức độ trật tự tối ưu trong một khung cảnh nhất định, bao gồm các quá trình xây dựng, ban hành và áp dụng tiêu chuẩn
2. Tiêu chuẩn cơ bản: tiêu chuẩn bao trùm một phạm vi rộng hoặc chứa đựng những điều khoản chung cho một lĩnh vực cụ thể
3. Tiêu chuẩn thuật ngữ: tiêu chuẩn liên quan đến những thuật ngữ, thường kèm theo các định nghĩa và đôi khi có chú thích, minh hoạ, ví dụ
4. Tiêu chuẩn thử nghiệm: tiêu chuẩn liên quan đến những phương pháp thử, đôi khi có kèm theo các điều khoản khác liên quan để thử nghiệm, ví dụ như lấy mẫu, sử dụng phương pháp thống kê, trình tự các phép thử
5. Tiêu chuẩn sản phẩm: tiêu chuẩn quy định những yêu cầu mà một sản phẩm hoặc một nhóm sản phẩm phải thoả mãn nhằm tạo ra tính thoả dụng của sản phẩm hoặc nhóm sản phẩm đó
6. Tiêu chuẩn quá trình: tiêu chuẩn quy định những yêu cầu mà một quá trình phải thoả mãn, nhằm tạo ra tính thoả dụng của quá trình đó
7. Tiêu chuẩn dịch vụ: tiêu chuẩn quy định những yêu cầu mà một dịch vụ phải thoả mãn, nhằm tạo ra tính thoả dụng của dịch vụ đó
8. Tiêu chuẩn tương thích: tiêu chuẩn quy định những yêu cầu có liên quan đến tính tương thích của các sản phẩm hoặc các hệ thống tại các nơi chúng tiếp nối với nhau
9. Tiêu chuẩn danh mục đặc tính: tiêu chuẩn nêu danh mục các đặc tính mà các giá trị hoặc dữ liệu khác của các đặc tính đó sẽ được quy định cụ thể cho một sản phẩm, quá trình hoặc dịch vụ.

## Ký hiệu tiêu chuẩn quốc gia
Ký hiệu tiêu chuẩn quốc gia bao gồm số hiệu, năm công bố tiêu chuẩn đứng sau cụm từ viết tắt TCVN và được phân cách bằng dấu hai chấm (:). Ví dụ: TCVN 4980:2006 là ký hiệu của tiêu chuẩn quốc gia có số hiệu là 4980, được công bố năm 2006.
Trường hợp tiêu chuẩn quốc gia hoàn toàn tương đương với tiêu chuẩn quốc tế, ký hiệu tiêu chuẩn gồm ký hiệu tiêu chuẩn quốc gia và ký hiệu của tiêu chuẩn quốc tế để trong ngoặc đơn, cách nhau khoảng trống một ký tự. Ví dụ: TCVN 111:2006 (ISO 15:1998).
Hoặc có thể thể hiện như sau:
TCVN 111:2006
ISO 15:1998
là ký hiệu của tiêu chuẩn quốc gia có số hiệu là 111 được xây dựng trên cơ sở chấp nhận hoàn toàn tiêu chuẩn quốc tế ISO 15:1998 và được công bố năm 2006.
Trường hợp đặc biệt, khi tiêu chuẩn quốc gia được xây dựng trên cơ sở chấp nhận hoàn toàn tiêu chuẩn quốc tế của Tổ chức tiêu chuẩn hóa quốc tế (ISO) về hệ thống quản lý (ISO 9000, ISO 14000, ISO 18000 và các tiêu chuẩn về hệ thống quản lý khác), ký hiệu tiêu chuẩn quốc gia bao gồm ký hiệu TCVN đứng trước, ký hiệu ISO đứng sau một ký tự, sau đó là số hiệu tiêu chuẩn ISO được chấp nhận và năm ban hành tiêu chuẩn quốc gia được phân cách bằng dấu hai chấm (:).
Ví dụ: ký hiệu TCVN ISO 14001:2006 là ký hiệu tiêu chuẩn quốc gia được xây dựng trên cơ sở chấp nhận hoàn toàn tiêu chuẩn quốc tế ISO 14001 về hệ thống quản lý môi trường và được công bố vào năm 2006.
Ký hiệu tiêu chuẩn quốc gia thay thế bao gồm số hiệu của tiêu chuẩn quốc gia được thay thế, năm công bố tiêu chuẩn quốc gia thay thế được phân cách bằng dấu hai chấm (:) và được đặt sau ký hiệu TCVN.
Ví dụ: TCVN công bố năm 2006 để thay thế TCVN 289:2000 được ký hiện là TCVN 289:2006.

## Ban kỹ thuật tiêu chuẩn quốc gia
Phần lớn các tiêu chuẩn quốc gia của Việt Nam hiện nay được xây dựng theo hình thức sử dụng các ban kỹ thuật.
Ban kỹ thuật tiêu chuẩn là tổ chức tư vấn kỹ thuật về hoạt động trong lĩnh vực tiêu chuẩn cụ thể.
Tiểu ban kỹ thuật tiêu chuẩn là tổ chức trực thuộc ban kỹ thuật tương ứng để triển khai hoạt động trong chuyên ngành hẹp thuộc lĩnh vực tiêu chuẩn của ban kỹ thuật.
Ban kỹ thuật tiêu chuẩn quốc gia của Việt Nam do Bộ Khoa học và Công nghệ thành lập.
Thành viên ban kỹ thuật tiêu chuẩn quốc gia bao gồm đại diện cơ quan nhà nước, tổ chức khoa học và công nghệ, hội, hiệp hội, doanh nghiệp, các tổ chức khác có liên quan, người tiêu dùng và các chuyên gia.

## Danh sách Ban kỹ thuật tiêu chuẩn quốc gia
| STT | Ký hiệu     | Tên ban kỹ thuật                                                      |
| --- | ----------- | --------------------------------------------------------------------- |
| 1.  | TCVN/JTC 1  | Công nghệ thông tin                                                   |
| 2.  | TCVN/JTC1/1 | Mã ký tự tiếng Việt                                                   |
| 3.  | TCVN/TC 01  | Vấn đề chung về Tiêu chuẩn hoá                                        |
| 4.  | TCVN/TC 4   | Ổ lăn, ổ đỡ                                                           |
| 5.  | TCVN/TC 5   | Phụ tùng đường ống bằng kim loại                                      |
| 6.  | TCVN/TC 6   | Giấy, các tông và bột giấy                                            |
| 7.  | TCVN/TC 8   | Đóng tàu và công trình biển                                           |
| 8.  | TCVN/TC 10  | Bản vẽ kỹ thuật                                                       |
| 9.  | TCVN/TC 11  | Nồi hơi và bình chịu áp lực                                           |
| 10. | TCVN/TC 12  | Đại lượng và đơn vị đo lường                                          |
| 11. | TCVN/TC 17  | Thép                                                                  |
| 12. | TCVN/TC 21  | Thiết bị phòng cháy chữa cháy                                         |
| 13. | TCVN/TC22   | Phương tiện giao thông đường bộ                                       |
| 14. | TCVN/TC 23  | Máy kéo và máy dùng trong nông lâm nghiệp                             |
| 15. | TCVN/TC26   | Đồng và hợp kim đồng                                                  |
| 16. | TCVN/TC 27  | Nhiên liệu khoáng rắn                                                 |
| 17. | TCVN/TC 28  | Sản phẩm dầu mỏ và dầu bôi trơn                                       |
| 18. | TCVN/TC 30  | Đo lưu lượng lưu chất trong ống dẫn kín                               |
| 19. | TCVN/TC 33  | Vật liệu chịu lửa                                                     |
| 20. | TCVN/TC 38  | Vật liệu dệt                                                          |
| 21. | TCVN/TC 39  | Máy công cụ                                                           |
| 22. | TCVN/TC 43  | Âm học                                                                |
| 23. | TCVN/TC 45  | Cao su thiên nhiên                                                    |
| 24. | TCVN/TC 46  | Thông tin tư liệu                                                     |
| 25. | TCVN/TC 47  | Hóa học                                                               |
| 26. | TCVN/TC 48  | Dụng cụ thí nghiệm bằng thủy tinh                                     |
| 27. | TCVN/TC 58  | Chai chứa khí                                                         |
| 28. | TCVN/TC 61  | Chất dẻo                                                              |
| 29. | TCVN/TC 68  | Tài chính ngân hàng tiền tệ                                           |
| 30. | TCVN/TC 69  | Áp dụng các phương pháp thống kê                                      |
| 31. | TCVN/TC 70  | Động cơ đốt trong                                                     |
| 32. | TCVN/TC 71  | Bê tông cốt thép                                                      |
| 33. | TCVN/TC 74  | Xi măng và vôi                                                        |
| 34. | TCVN/TC 79  | Kim loại màu và hợp kim của chúng                                     |
| 35. | TCVN/TC 82  | Khai khoáng                                                           |
| 36. | TCVN/TC 84  | Dụng cụ y tế để tiêm                                                  |
| 37. | TCVN/TC 85  | Năng lượng hạt nhân                                                   |
| 38. | TCVN/TC 86  | Máy lạnh                                                              |
| 39. | TCVN/TC 91  | Chất hoạt động bề mặt                                                 |
| 40. | TCVN/TC 94  | Phương tiện bảo vệ cá nhân                                            |
| 41. | TCVN/TC 96  | Cần cẩu                                                               |
| 42. | TCVN/TC 120 | Sản phẩm da                                                           |
| 43. | TCVN/TC 126 | Thuốc lá và sản phẩm thuốc lá                                         |
| 44. | TCVN/TC 129 | Quặng nhôm                                                            |
| 45. | TCVN/TC131  | Hệ thống truyền dẫn chất lỏng                                         |
| 46. | TCVN/TC 133 | Hệ thống cỡ số và thiết kế quần áo                                    |
| 47. | TCVN/TC 134 | Phân bón vi sinh vật                                                  |
| 48. | TCVN/TC 135 | Thử không phá huỷ                                                     |
| 49. | TCVN/TC 138 | Ống và phụ tùng đường ống                                             |
| 50. | TCVN/TC 146 | Chất lượng không khí                                                  |
| 51. | TCVN/TC 147 | Chất lượng nước                                                       |
| 52. | TCVN/TC 154 | Quá trình, các yếu tố dữ liệu, tài liệu trong công nghiệp, hành chính |
| 53. | TCVN/TC 160 | Thủy tinh trong xây dựng                                              |
| 54. | TCVN/TC 157 | Dụng cụ tránh thai                                                    |
| 55. | TCVN/Tc 159 | Ergonomi                                                              |
| 56. | TCVN/TC 164 | Thử cơ lý kim loại                                                    |
| 57. | TCVN/TC 166 | Đồ gốm, thủy tinh tiếp xúc với thực phẩm                              |
| 58. | TCVN/TC 174 | Đồ kim hoàn                                                           |
| 59. | TCVN/TC 176 | Quản lý chất lượng và đảm bảo chất lượng                              |
| 60. | TCVN/TC 178 | Thang máy và băng tải trở khách                                       |
| 61. | TCVN/TC 181 | An toàn đồ chơi trẻ em                                                |
| 62. | TCVN/TC 189 | Sản phẩm gốm xây dựng                                                 |
| 63. | TCVN/TC 190 | Chất lượng đất                                                        |
| 64. | TCVN/TC199  | An toàn máy                                                           |
| 65. | TCVN/TC 200 | Chất thải rắn                                                         |
| 66. | TCVN/TC 207 | Quản lý môi trường                                                    |
| 67. | TCVN/TC 210 | Quản lý chất lượng trang thiết bị y tế                                |
| 68. | TCVN/TC/E 1 | Máy điện và khí cụ điện                                               |
| 69. | TCVN/TC/E2  | Thiết bị điện gia dụng                                                |
| 70. | TCVN/TC/E 3 | Thiết bị điện tử dân dụng                                             |
| 71. | TCVN/TC/E 5 | Kỹ thuật thử cao áp                                                   |
| 72. | TCVN/TC/E4  | Dây và cáp điện                                                       |
| 73. | TCVN/TC/E 6 | Phát thanh - truyền hình                                              |
| 74. | TCVN/TC/E 7 | Cáp quang                                                             |
| 75. | TCVN/TC/E 8 | Thiết bị hệ thống điện mặt trời                                       |
| 76. | TCVN/TC/E9  | Tương thích điện từ                                                   |
| 77. | TCVN/TC/E10 | An toàn thiết bị công nghệ thông tin                                  |
| 78. | TCVN/TC/F1  | Ngũ cốc và đậu đỗ                                                     |
| 79. | TCVN/TC/F2  | Dầu mỡ động thực vật                                                  |
| 80. | TCVN/TC/F3  | Nguyên tắc chung về vệ sinh thực phẩm                                 |
| 81. | TCVN/TC/F4  | Phụ gia thực phẩm và các chất nhiễm bẩn                               |
| 82. | TCVN/TC/F5  | Vệ sinh thực phẩm và chiếu xạ                                         |
| 83. | TCVN/TC/F6  | Dinh dưỡng và thức ăn kiêng                                           |
| 84. | TCVN/TC/F7  | Dư lượng thuốc bảo vệ thực vật                                        |
| 85. | TCVN/TC/F8  | Thịt và sản phẩm thịt                                                 |
| 86. | TCVN/TC/F9  | Đồ uống                                                               |
| 87. | TCVN/TC/F10 | Rau quả và sản phẩm rau quả                                           |
| 88. | TCVN/TC/F11 | Thủy sản                                                              |
| 89. | TCVN/TC/F12 | Sữa và sản phẩm sữa                                                   |
| 90. | TCVN/TC/F13 | Phương pháp phân tích và lấy mẫu                                      |
| 91. | TCVN/TC/F14 | Kiểm tra thực phẩm xuất nhập khẩu và hệ thống chứng nhận              |
| 92. | TCVN/TC/F15 | Dư lượng thuốc thú y trong thực phẩm                                  |
| 93. | TCVN/TC/F16 | Cà phê và sản phẩm cà phê                                             |
| 94. | TCVN/TC/F17 | Thức ăn chăn nuôi                                                     |
| 95. | TCVN/TC/F18 | Đường, sản phẩm đường và mật ong                                      |
| 96. | TCVN/TC/M9  | Thiết bị đo khối lượng và tỷ trọng                                    |
| 97. | TCVN/TC 228 | Du lịch và các dịch vụ có liên quan                                   |